# Alaimus striatus
Alaimus striatus is een rondwormensoort uit de familie van de Alaimidae. De wetenschappelijke naam van de soort is voor het eerst geldig gepubliceerd in 1964 door Loof.